# Парк център София
Парк Център София (бивш Сити Център София) е търговски център в София, открит на 12 май 2006 г. Намира се точно срещу хотел Хемус, на ъгъла на булевардите „Черни връх“ и „Арсеналски“, в район „Триадица“.
Комплексът е с обща разгърната площ от 43 200 кв. метра, в него има над 100 магазина, както и няколко ресторанта за бързо хранене, включително суши бар, Макдоналдс и Кентъки Фрайд Чикън. На територията на Парк Център София има и магазини на Техномаркет, Билла и Reserved.
В Парк Център София се намира киноцентърът Cinegrand, разполагащ с 1320 места в 6 зали.

## Транспорт
Търговския център се обслужва от 1 метростанция, 1 тролейбусна линия, както и 2 автобусни линии:
- метростанция Европейски съюз (метролиния М2)
- тролейбусни линии: 7
- автобусни линии: 94, 102

## История
Комплексът е построен от „Главболгарстрой“ с възложител „Стройтаун“ ООД в периода август 2004 г. - февруари 2006 г.
Молът е открит през май 2006 година, първоначално под наименованието „Сити център София“. От септември 2016 е прекръстен на „Парк център София“
Revetas Capital Advisors придобива търговския център през 2014 година. Управлението на Парк Център София е поверено на Ceres Management Services.